# 前臀太寧燈魚
前臀太寧燈魚（学名：Taaningichthys bathyphilus），也称月灯鱼，俗名深海月灯鱼，为輻鰭魚綱燈籠魚目灯笼鱼科月灯鱼属的其中一種。分布於太平洋、印度洋、大西洋以及南海等熱帶至溫帶的海域，為深海魚類，棲息深度400-1550公尺，體長可達8公分。